# عايد حبشي
عايد حبشي (بالعبرية: עאיד חבשי‏) (10 أيار 1995) لاعب كرة قدم من عرب 48 يلعب في فريق مكابي حيفا بمركز لاعب وسط خلفي.

## نشأته
ولد عايد الحبشي في قرية إكسال لعائلة من عرب 48.

## الحياة العملية
بدأ حبشي مع هابويل ريشون لتسيون وفي سن 14 عامًا، انتقل إلى أكاديمية مكابي حيفا للشباب. في 28 نوفمبر 2012 ، ظهر حبشي لأول مرة مع فريق مكابي حيفا الكبير، عندما افتتح المباراة في مباراة خسر بها كأس التوتو بثلاثة أهداف مقابل هدفين أمام ماكابي نتانيا. في 21 أبريل 2012 ، ظهر حبشي لأول مرة في الدوري الإسرائيلي الممتاز في خسارة 2-1 أمام بني يهودا تل أبيب. خلال موسم 2013-14 ، شارك في 3 مباريات لفريق مكابي حيفا الأول واستمر في اللعب مع أكاديمية الشباب.
في 3 فبراير 2015 ، تم إعارة حبشي إلى بني سخين في صفقة قرض شملت انتقال إبراهيم باز إلى مكابي حيفا. في بني سخين، كان عادةً لاعب تشكيلة وشارك في 13 مباراة حتى نهاية موسم 2014-15. عاد حبشي إلى مكابي حيفا قبل بداية موسم 2015-16. خلال ذلك الموسم، شارك في 15 مباراة ولعب دورًا مهمًا في الفوز بالكأس الوطنية الإسرائيلية.
في 14 يونيو 2017 ، ظهر حبشي لأول مرة في أوروبا بالتعادل 1-1 أمام نادي نوم كالجو الإستوني. في 1 فبراير 2017 ، أُعار إلى هبوعيل رعنانا وشارك في 4 مباريات حتى نهاية موسم 2016-17. في 27 يونيو 2017 ، تم إعارة حبشي إلى بني يهودا تل أبيب. في 9 ديسمبر 2017 ، سجل أول هدف له في مسيرته في الفوز 2-1 على مكابي نتانيا. خلال موسم 2017-18 ، كان حبشي لاعباً أساسياً في جميع مباريات دوري مكابي نتانيا البالغ عددها 36 مباراة وأنهى الفريق الموسم على قمة التصفيات.
عاد حبشي إلى حيفا لموسم 2017-18.
في 20 أغسطس، 2019 ، أفيد أن حبشي قد وقّع عقدًا لمدة 5 سنوات مع النادي. وأضاف حبشي أن "مكابي حيفا هي أكثر من مجرد منزل بالنسبة لي. إنها أسرة وطريق للحياة. أنا سعيد بإيمان النادي بي والبقاء هنا في السنوات القليلة المقبلة. سأستمر في تقديم كل ما عندي من أجل النادي ومعجبي المذهلين "

## روابط خارجية
- عايد حبشي على موقع الاتحاد الأوربي (الإنجليزية)
- عايد حبشي على موقع ناشيونال فوتبول تيمز (الإنجليزية)
- عايد حبشي على موقع Soccerway.com (الإنجليزية)
- عايد حبشي على موقع عالم كرة القدم.نت (الإنجليزية)